# بارو هيبورن وجيل
شركة بارو وجيل، أُسست عام 1760 باسم بارو وجيل وهي مصنع منتجات جلدية فاخرة ،وأشهر ما تٌعرف به هو إنتاجها لحقائب  الإيفاد التي تستخدمها حكومة المملكة المتحدة، وبجانب إنتاجها لحقائب الإيفاد تُعرف الشركة أيضا بإنتاجها  للمحافظ الملكية الخاصة بخميس الأسرار ولذلك مُنحت المرسوم الملكي في عام 1968.
أصبحت حقائب الإيفاد الخاصة بشركة بارو وجيل رمز للنظام الديموقراطي البريطاني ودستورها الملكي، حيث يستخدمها الملوك المتتالين ورؤساء الوزراء.
وكشركة، تدعي بارو وجيل أن لديهم عدد غير منقطع من الصُناع الذين تعلموا مهاراتهم بالوراثة من خبير حِرفي بالتتالي منذ عام 1760، واليوم ينحصر تزويد الشركة بمنتجاتها فقط للعاهل البريطاني ورؤساء الدول الأجنبية والحكومات والمسؤولين الحكوميين والمندوبين والعملاء الخاصين.
استحوذت مجموعة بارو وجيل المحدودة في عام 2016 على شركة بارو وجيل المحدودة وواصلت عُرف تزويد حكومة المملكة المتحدة وجلالة الملكة بحقائب الإيفاد الحمراء الرسمية.

## الجدول الزمني

### التأسيس والتاريخ المبكر من عام 1760 إلى عام 1901
أسست شركة بارو وجيل في عام 1760 تحت اسم هيبورن وأبنائه بواسطة جون هيبورن، عندما اضطر للرحيل من كيشام إلى بيرمانزي وافتتح هناك مدبغة، هناك وثائق تدل على أن عائلة هيبون كانت تعمل من منطقة لونج لين في بيرمانزي خلال القرن العشرين، وانتهى بهم الأمر بالعمل مع عائلة جيل في كل من منطقة دبيتفورد وبيرمانز، أقام صامويل بارو الذي كان دباغاً شركة صامويل بارو وأخوه عام 1848في مزرعة، ثم كان اندماج هربيرت وجيل  مع روس وكوفي عام 1901، وهي شركة جلود أخرى من القرن السابع عشر، والذي منحهم حق تصنيع الحقائب الوزارية للحكومة، ومع الوقت اصبحوا من الموردين الكبار للجيش البريطاني بأدوات مثل سروج الأحصنة وغمدان الحِرب خصيصاً في الحرب العالمية الأولى، وفي حربي البوير والقرم أيضا.

### التوسع في القرن العشرين
خلال سلسلة من الاندماجات أصبحت شركة بارو هيبورن وجيل أكبر شركة جلود مهمة في بيرمونزي في القرن العشرين بعد اندماجها مع شركة روس وكو عام 1901، وشركة روس وكو وهي شركة دبغ يعود تاريخها إلى القرن الثامن عشر، تملك الحق في تصنيع الحقائب الوزارية للحكومة، وهي حقائب الإيفاد الشهيرة  التي سيشتهر بها بارو هيبورن وجيل، ثم في عام 1920 اندمج كل من هيبورن وجيل وروس مع صامويل بارو وأخوه، وأصبحت عندها شركة ناجحة جدا بتصنيع خيارات أكبر من المنتجات الجلدية وبتوسيع عملياتها  لتشمل تصنيع الغراء  والجلاتين والمطاط، أتت بعد ذلك عدة اندماجات مثل اندماجها مع شركة بلاكمان للمنتجات الجلدية، والتي ورّدت حمالات أطفال لصاحبة السمو دوقة كينت وصاحبة السمو الملكي يوليانا ملكة هولندا، نتج عنه نمو كبير، وبالنهاية مع الاستحواذ على شركة ثوماس هولمز وابنه في عام 1935، وصلت الشركة لمرحلة إنتاج  ثني عُشر كامل إنتاج من الجلود.

### تاريخ الشركة خلال وما بعد الحرب العالمية الثانية
عاونت الشركة جانب البريطاني في الحرب كما كان في الحرب العالمية الأولى، حيث ورّدت الحكومة بالمنتجات الجلدية، دُمرت المدابغ التي كانت في المزرعة في بيرموندزي خلال القصف الألماني للندن، ومُنح مدير بارو هيبرون وجيل منذ عام 1933  وسام فارس الصليب الأكبر لإسهامات شركته في الحرب.
في عام 1967، كان هناك هبوط في سوق الجلود العالمية، أحد الأسباب هو الطلب على الموارد الناجم عن حرب فيتنام،  يُظهر سعر الملاحظات على الحسابات أن التكلفة ارتفعت لنفس كمية إنتاج الجلود من 2.9 مليون يورو تقريباً في عام 1964 إلى 3.3 مليون يورو تقريباً عام 1965 وبالنهاية إلى 4.2 عام 1966، وعلى أية حال كانت شركة بارو هيبورن وجيل ناجحة رغم الركود في الستينيات، وبالطبع أدت لمبيعات بقيمة 22.5 مليون يورو عام 1967، والذي شهد انهيار في سوق الجلود البريطانية، حتى رئيس الشركة ريتشارد أودي انتهز الفرصة للتوسع وسعى لشراء أكبر قدر من  حصص السوق المتقلص قدر الإمكان.
وفي عام 2018 استحوذت مجموعة بارو وجيل المحدودة على شركة بارو وجيل المحدودة واستمرت في إنتاج السلع الفاخرة حسب الطلب.  

## مدابغ بيرموندزي
تعود أصول شركة بارو وجيل لبيرموندزي، وهي مشهورة بصناعة الجلود تاريخياً وبمدابغهاً التي تعود إلى القرن السابع عشر، كانت الحاجة للنقابة العمالية والمتمثلة في جماعة نقابة الدباغة لكنيسة بيرموندزي للقديسة مريم المجدلية في منطقة سري والتي مُنحت الامتياز الملكي  من الملكة آن عام 1703، شاهد على تاريخ الدباغة في بيرموندزي، أولا اشترت شركة بارو وجيل ثلاث مدابغ في لونج لين كانت موجود من بداية القرن السابع عشر، وتم الشراء عبر جون هيبرون، هذا الموقع والمعروف بالمزرعة يضم فدانان ونصف من الأرض حسب كتاب تاريخ تضاريس منطقة سري لإدوارد برايلي  والمطبوع عام 1841، وفي عام 1898 أُحرقت مزرعة الدباغة بالكامل وبعد ذلك بُنيت من جديد، واليوم تم تحويلها إلى شقق في حي الدباغين.

## حقائب الإيفاد
شركة بارو وجيل هي المسؤولة عن صناعة وتوفير حقائب الإيفاد للحكومة البريطانية، وهو تقليد يعود أصله إلى حكم الملكة إليزابيث الأولى، لم يتغير شكل الحقائب ذات اللون الأحمر والجلد البريطاني والطبعة الذهبية إلا قليلاً خلال القرن التاسع عشر، أي منذ استعمال المستشار جلادستون لمثل هذه الحقائب للميزانية عام 1853، واستمر المستشارون اللاحقون في استعمالها بما فيهم جورج وارد هانت الذي وجدت حقيبة الإيفاد الخاصة به فارغة كما قيل، فلقد نسي خطاب الميزانية في منزله، ومنذ هذه الحادثة نشأ تقليد فيه يقوم المستشار برفع حقيبة الإيفاد بيده خارج شارع داونينج 11 لإثبات وجود الحقيبة معه وبالتالي خطاب الميزانية للبلاد.
تم توحيد شكل الحقائب منذ البداية، ويوجد على كل حقيبة وزارية اسم حاملها والمرسل له مطبوع عليها، تحتوي حقائب الإيفاد الحديثة أيضا على مقبض يقع أسفل الحقيبة كي يكون القفل والمحتويات في مواجهة المستلم، أما الحقائب الإيفاد الملكية والتي تُسلم إلى الملكة يومياً فتحمل الرمز الملكي عوضاً عن الاسم.
تستمر مجموعة بارو وجيل المحدودة في تزويد الحكومة البريطانية بالتصاميم والمواصفات الأصلية.

## مَحافظ يوم خميس الأسرار
يعود تاريخ يوم خميس الأسرار الملكي في بريطانيا للقرن الثاني عشر مع أول توزيع خيري مؤرخ للملك جون في نيرسبرو شمال يوركشاير عام 1210، تغيرت الهدايا مع الوقت  ابتداءً من ملابس وأشياء آخر كالصدقات على الفقراء إلى عملة فضية مقدمة مع محفظة جلدية، كل متقدم في القداس يُعطى محفظة بيضاء مع خيوط خضراء  ومحفظة حمراء مع خيوط بيضاء مع عملات رسمية بدلاً عن الملابس، ومحفظة بيضاء مع خيوط حمراء تحمل أموال يوم خميس الأسرار وعدد هذه العملات يساوي عدد سنين الملك في وقته، تُصنع هذه المحافظ بواسطة شركة بارو وجيل باستخدام جلد كبش بريطاني مصبوغ باللون الأحمر.